# ویلیام جیمز سایدیس
ویلیام جیمز سایدیس یا سایدِس (انگلیسی: William James Sidis; ‎/ˈsaɪdɪs/‎؛ ۱۸۹۸–۱۹۴۴) ریاضی‌دان، کیهان‌شناس و زبان‌شناس و استاد دانشگاه آمریکایی بود که بیشتر به دلیل داشتن بیشترین نمره ضریب هوشی در تاریخ و در نتیجه نابغه‌ای سرآمد محسوب گشتن، شناخته می‌شود.طبق برآورد های اکثریت قریب به اتفاق رسانه‌های گوناگون، ضریب هوشی او اغلب ۳۰۰ با اختلاف ±۲٠ تا ±۲۵ تخمین زده می‌شود. او از کودکی توانایی استثنایی فوق العاده زیاد و خارق‌العاده‌ای در یادگیری زبانها و حل مسائل محاسباتی و مفهومی همچون مسائل ریاضی،فیزیک، شیمی،روانشناسی، هندسه و... داشت.شهرت وی به‌دلیل چاپ کتاب جاندار و بی جان کتابی در زمینه ترمودینامیک در سال ۱۹۲۰ است.
وی با بهره هوشی معادل ۲۵۰ تا ۳۰۰ هم‌رده نخبگانی مانند کارل گاوس و نیکولا تسلا به عنوان یکی از باهوش‌ترین انسان‌های تمام اعصار شناخته می‌شود و همچنین از لحاظ رسمی به عنوان باهوش‌ترین انسان در تمام تاریخ شناخته می‌شود (از آن زمان تا کنون معیارهای اندازه‌گیری بهره هوشی تغییر یافته‌است). در همان آزمونی که آلبرت اینشتین، فیزیکدان برجسته آلمانی ۱۶۰ شد، سایدیس نیز ۱۶۰ شد (بالاترین نمره ممکن در این آزمون) اما با زمانی بسیار کمتر و او تقریباً در تمام تست‌های هوشی که در طول عمرش از وی گرفته شد نمره کامل را به‌دست‌آورد.
در ۹ سالگی، در آزمون ورودی دانشگاه هاروارد به صورت عالی‌رتبه پذیرفته شد اما هاروارد به دلیل کمبود سن و عدم بلوغ عاطفی تا ۱۱ سالگی به او اجازه ورود نداد. تا سن هشت سالگی هشت زبان (زبان لاتین، یونانی، فرانسوی، روسی، آلمانی، زبان عبری، ترکی، و ارمنی) را به صورت خودآموز فرا گرفت و در سن ۱۶ سالگی مدرک دکترای ریاضی محض در معادلات ناهمگن را دریافت کرد و ۱۷ سال داشت که استاد دانشگاه رایس شد.

## زندگی
ویلیام جیمز سایدیس در تاریخ ۱ آوریل ۱۸۹۸ در شهر نیویورک متولد شد. مادرش سارا سایدیس (ماندلبوم), پزشک و داروساز از دانشکده پزشکی بوستون بود و پدرش بوریس سایدیس روان‌پزشک و پزشک برجسته آمریکایی اکراینی الاصل بود که چهار مدرک تحصیلی از دانشگاه هاروارد داشت و دستاوردهایی پیشگامانه در این علوم داشت. او توانست در یک سالگی بنویسد، در ۵ سالگی به ۵ زبان و در ۸ سالگی به۸ زبان رایج دنیا صحبت کند تحصیلات ابتدایی را در۷ ماه و تحصیلات دبیرستان را در سه ماه گذراند و در ۱۱ سالگی وارد دانشگاه هاروارد شد.
اولین بار به‌خاطر رشد مغزی زودهنگام نامش بر سر زبان‌ها افتاد و بعدها به‌خاطر تمرکز بر روی ذهنش به شهرت رسید اما در نهایت خود را از انظار عمومی دور کرد و از ریاضیات هم دل‌زده شد و عقب کشید و با چندین نام مستعار مطلب می‌نوشت. ویلیام پس از پدرخوانده خود، دوست و همکار بوریس، فیلسوف آمریکایی ویلیام جیمز نامگذاری شد، بنا به گزارش خود به هشت زبان (لاتین، یونانی، فرانسوی، روسی، آلمانی، عبری، ترکی، و ارمنی) تا سن هشت سالگی آموخته بود و یکی از کارهای مشهور او اختراع زبان Vendergood بود. ویلیام تنها کسی بود که توانست نظریه نسبیت عام انیشتین را کاملاً اثبات کند.

## والدین سایدیس و روش تربیت آنها
مادرش سارا به دانشگاه بوستون رفت و از دانشکده پزشکی در سال ۱۸۹۷ فارغ‌التحصیل شد. پدرش بوریس سایدیس در سال ۱۸۸۷  برای فرار از اذیت و آزار سیاسی و عقیدتی یهودیان در سال ۱۸۸۹  به آمریکا مهاجرت کرد. بوریس یک روان‌پزشک عالی‌رتبه از دانشگاه هاروارد بود و کتاب‌های زیادی منتشر کرده بود. "بوریس سایدیس" در دانشگاه هاروارد به تدریس روان‌شناسی در زمینه " حالات غیر طبیعی " اشتغال داشت. او نویسنده برجسته‌ای بود و به‌خاطر نگارش چند کتاب دربارهٔ مبحثی که تدریس می‌کرد – از شهرت زیادی برخوردار گردید بود – و هنوز از او به عنوان یکی از اعضای برجسته دانشگاه هاروارد یاد می‌کردند، دکتر سایدیس اندکی پیش از آنکه پسرش به دنیا بیاید تصمیم مهم و خطرناکی گرفت. او تصمیم گرفت پاره‌ای از تئوریها و نظرهای خود دربارهٔ پدیده "پیشرفت ذهنی" را روی فرزند خویش آزمایش نماید و در حقیقت از فرزندش به عنوان یک موش آزمایشگاهی استفاده کند؛ ولی نمی‌دانست با این اقدام زندگی فرزند خود رابه تباهی خواهد کشاند. او بر این باور بود که مغز یک موجود زنده را می‌توان درست مثل عضلات بدن پرورش داد و اینکار را از نخستین روزهای زندگی فرزندش آغاز کرد.

### روش تربیت از آغاز زندگی ویلیام
هنگامی که ویلیام جیم سایدیس کوچک قدم به این جهان گذاشت آینده اش در لب تختخواب او قرار گرفت. پدر خودخواه او حروف الفبا را روی میله‌ای بالای سر او آویزان کرد و روزی چند بار این حروف را به طفل نوزادش نشان می‌داد و نام آن‌ها را با صدای بلند می‌خواند و آن بچه کوچک هم عیناً تقلید می‌کرد اینکار ساعت‌ها و روزهای متوالی ادامه یافت و شگفت اینکه " ویلیام " کوچک هنگامی که فقط شش ماه از عمرش می‌گذشت قادر بود این حروف را تشخیص دهد حاصل کار موفقیت‌آمیز بود اما بعد مغز کوچک ویلیام به‌جای قصه و اشعار کودکانه هر روز با متون کتابهای درسی بمباران می‌شد. به‌جای قصه‌های شیرین، وی مجبور بود (جغرافیا – هندسه – فیزیولوژی و زبان یونانی) یاد بگیرد. اجازه نداشت خود را با هیچ‌گونه بازیچه‌ای سرگرم سازد. دنیای او را بازیهای پدر پر کرده بود هر ماه که می‌گذشت پیشرفت ذهنی باور نکردنی این طفل بیش از پیش شکوفا می‌شد، به‌طوری که موجبات شگفتی همکاران پدرش و بهت و حیرت مادر بیچاره اش را فراهم ساخت؛ ولی با گذشت زمان نقطه کوری در این نبوغ چشمگیر پدیدار گشت. هنگامی‌‌که " ویلیام " به سن هشت سالگی رسید، خنده‌های بی‌موردی سر می‌داد و در مواقعی با غامض‌ترین مسائل فکری روبرو می‌شد واکنشهای عصبی در او بروز می‌کرد. این نشانه بدبختی و مصیبت بشمار می‌رفت که پدرش از درک آن عاجز بود این برنامه تغذیه فکری اجباری هنگامی به اوج رسید که ویلیام به سن چهارده سالگی پا گذاشت در آن روز در حضور جمعی از دانشمندان سال ۱۹۱۲ دربارهٔ " بعد چهارم " به سخنرانی پرداخت و درست در لحظه‌ای که آنان را سخت تحت تأثیر سخنان خود قرار داده بود ناگهان بی‌اراده و با حالتی عصبی، زیر خنده زد و از هیچ روی قادر نبود خنده خود را کنترل کند.

### مقابله با وضعیت
پس از آنکه مدتی طولانی در آسایشگاه پورتسموث واقع در نیو همپشایر بستری شد دوباره به دانشگاه هاروارد بازگشت و با موفقیت فارغ‌التحصیل گردید. او به خبرنگاران گفت: که یگانه آرزویش در زندگی آن است که مانند یک موجود طبیعی زندگی کند. ویلیام سایدیس با خواسته پدرش به مقابله برخاست و کوشید خود را از بند تجربیات بیرحمانه او آزاد سازد. او در آموزشگاه رایس واقع در هیوستون به تدریس پرداخت و دریافت که از فوت و فن سازش با مردم کمترین سررشته‌ای ندارد و مردم چه در داخل مدرسه و چه در خارج از آن می‌گریختند و از او دوری می‌کردند برای همین دلش انباشته از تنفر و شورش علیه پدرش و علیه جهانی بود که در آن می‌زیست، مردم را کوچک و خود را برتر از دیگران می‌دانست؛ عاقبت به اتهام تحریک و برپا کردن اغتشاش به ۱۸ ماه زندان محکوم شد.
پس از چندین ماه غیبش زد و دیگر کسی از او خبری نداشت تا آنکه روزی یکی از دوستان قدیمی پدرش به او اطلاع داد که فرزند جوانش با نام مستعار دیگری در فروشگاهی به کار مشغول شده و هفته‌ای ۲۳ دلار دریافت می‌کند، او از اوج نبوغ، به زیر سقوط کرد. ویلیام سایدیس در برابر اصرار مداوم یک آشنای قدیمی که از او خواسته بود در حضور مردم دربارهٔ امکان زندگی در کره مریخ به سخنرانی بپردازد به مدت یک ساعت همه شنوندگان را مجذوب سخنان خویش ساخت. اما ناگهان، از حرکت اتومبیل‌ها در خیابان به خنده افتاد و همه رشته‌ها را پنبه کرد.

## مرگ
در تابستان سال ۱۹۴۴ در گیرو دار جنگ جهانی دوم کمتر کسی به مرگ انسان ژولیده‌ای که بر اثر بیماری ذات الریه در مسافرخانه‌ای در بروکلین در گذشته بود توجه نشان می‌داد. ارثی که از پدرش به او رسیده بود همچنان دست نخورده باقی ماند. ویلیام سایدیس نابغه حتی در دشوارترین روزهای پایان عمر خویش که دچاره مضیقه مالی شدیدی بود حاضر نشد به میراث پدری که مغز و اندیشه او را به نابودی کشانده بود دست بزند.
پس از مرگش بسیاری ازجمله پروفسورهای ریاضی در سراسر جهان معتقد بودند اگر ویلیام سایدیس راه خودش را گم نمی‌کرد و درگیر مسائل ملی و سیاسی نمی‌شد می‌توانست به ریاضی‌دانی در اندازه‌های گاوس و نیوتون تبدیل شود.
او هنگام مرگش به ۴۰ زبان با لهجه‌های مختلف کاملاً مسلط بود.